# Port-Haliguen

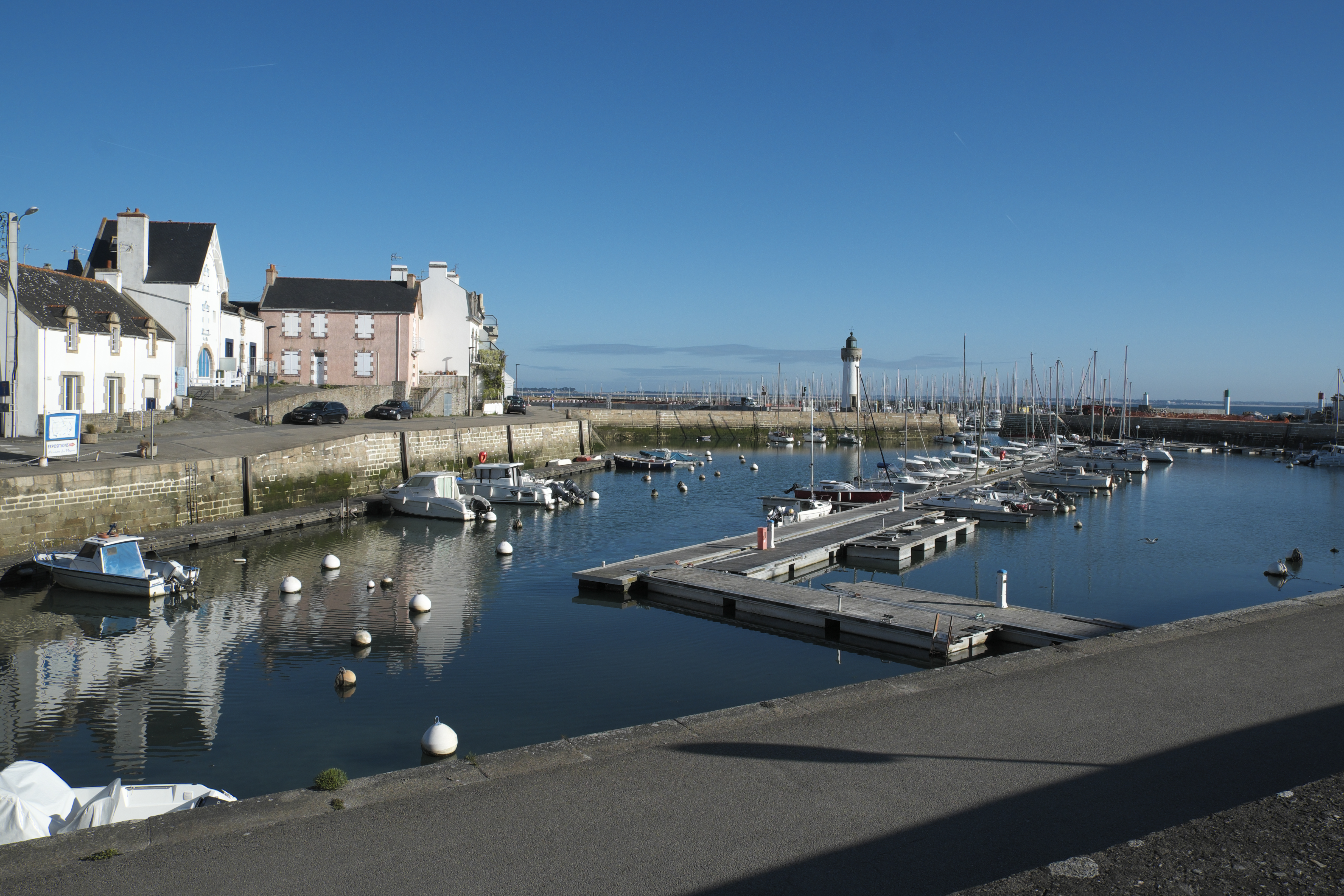
Port-Haliguen

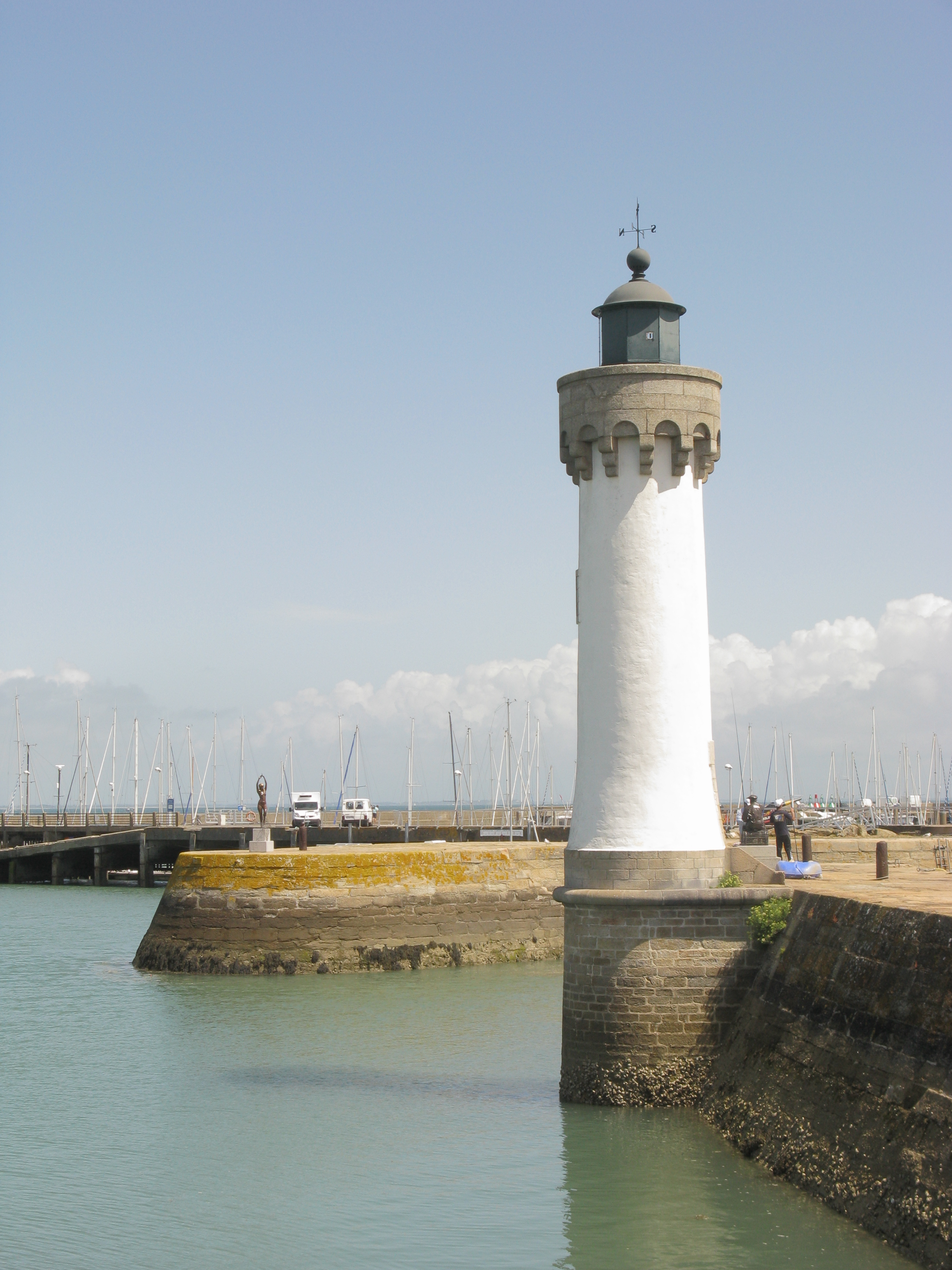
Leuchtturm

Der Port-Haliguen in Quiberon, einer französischen Hafenstadt im Département Morbihan in der Region Bretagne, ist ein Ortsteil und ein Hafen der Stadt.
Seit 1769 bemühten sich die Bewohner von Port-Haliguen um einen Neubau des Hafens, der ihre Fischerboote besser schützen sollte. Er wurde schließlich 1848 nach Plänen des Ingenieurs Pichot neu erbaut und erweitert. Sträflinge, die zu Zwangsarbeit verurteilt waren, mussten die Bauarbeiten verrichten.
In den 1960er Jahren wurde die Hafenanlage auf einen modernen Stand gebracht und der Leuchtturm wurde modernisiert.